# Zdjęcie sygnalityczne

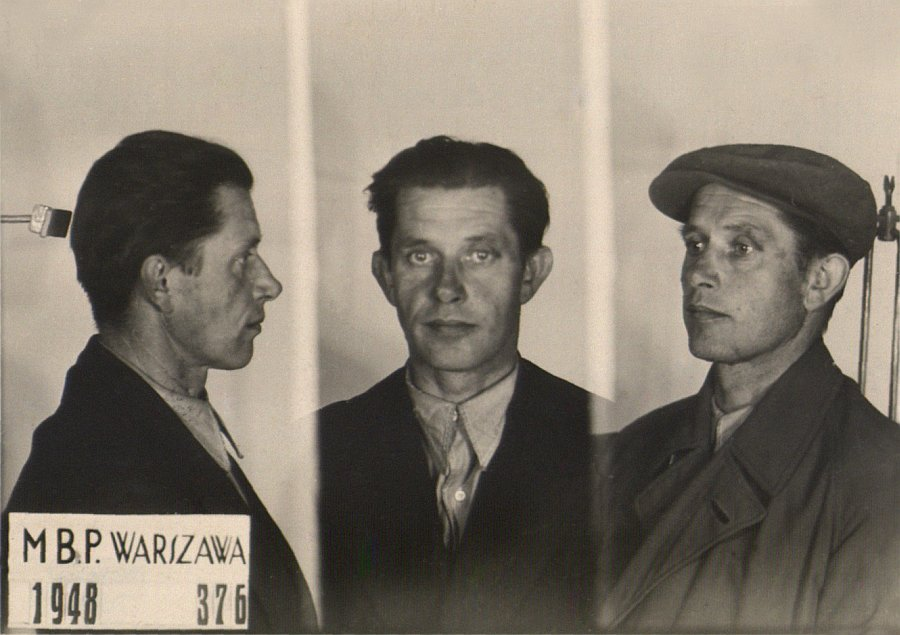
Zdjęcie sygnalityczne Aleksandra Tomaszewskiego wykonane w MBP w 1948 roku

Zdjęcie sygnalityczne – technika kryminalistyczna polegająca na wykonaniu serii zdjęć osoby (lub zwłok) w stałych, porównywalnych warunkach.
Zdjęcie sygnalityczne wykonuje się z profilu (prawego), en face i półprofilu (lewego), w stałych warunkach oświetleniowych. Wykonuje się je z odległości równej ośmiokrotnej długości ogniskowej obiektywu.
Metoda ta została opracowana przez francuskiego funkcjonariusza policji Alphonse'a Bertillona pod koniec XIX wieku.
Klasyczny komplet sygnalityczny uzupełnia się czasem o prawy półprofil (jeśli prawy profil jest bardziej charakterystyczny od lewego), zdjęcie całej sylwetki oraz o zdjęcia cech szczególnych.
Zasady wykonywania i prowadzenia zdjęć sygnalitycznych przez polską policję reguluje Instrukcja o szczegółowych zasadach prowadzenia zbiorów daktyloskopijnych i zdjęć sygnalitycznych oraz wzory dokumentów w tych sprawach, będąca załącznikiem nr 1 do zarządzenia nr 6 Komendanta Głównego Policji z dnia 16 maja 2002 roku. Załącznik nr 7 do tej instrukcji reguluje zasady i warunki techniczne wykonywania zdjęć sygnalitycznych.
Na zdjęciu twarzy z profilu powinna być widoczna tabliczka informacyjna, zawierająca następujące dane:
1. nazwę jednostki lub komórki organizacyjnej policji, w której wykonano zdjęcie,
2. numer ewidencyjny zdjęcia i rok jego wykonania,
3. cyfry będące odpowiednikami wzrostu i koloru włosów, określone w powyższym załączniku nr 7.